# Kastell Uxelodunum

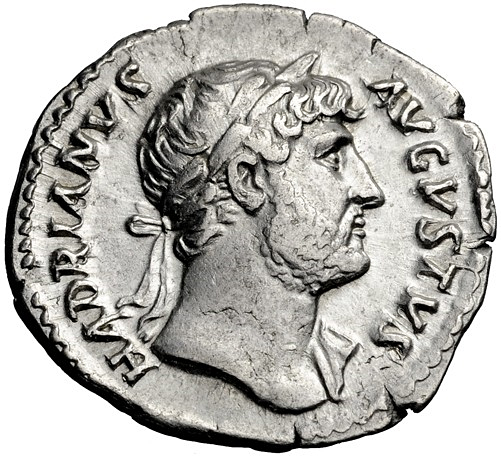
Münzporträt des Hadrian

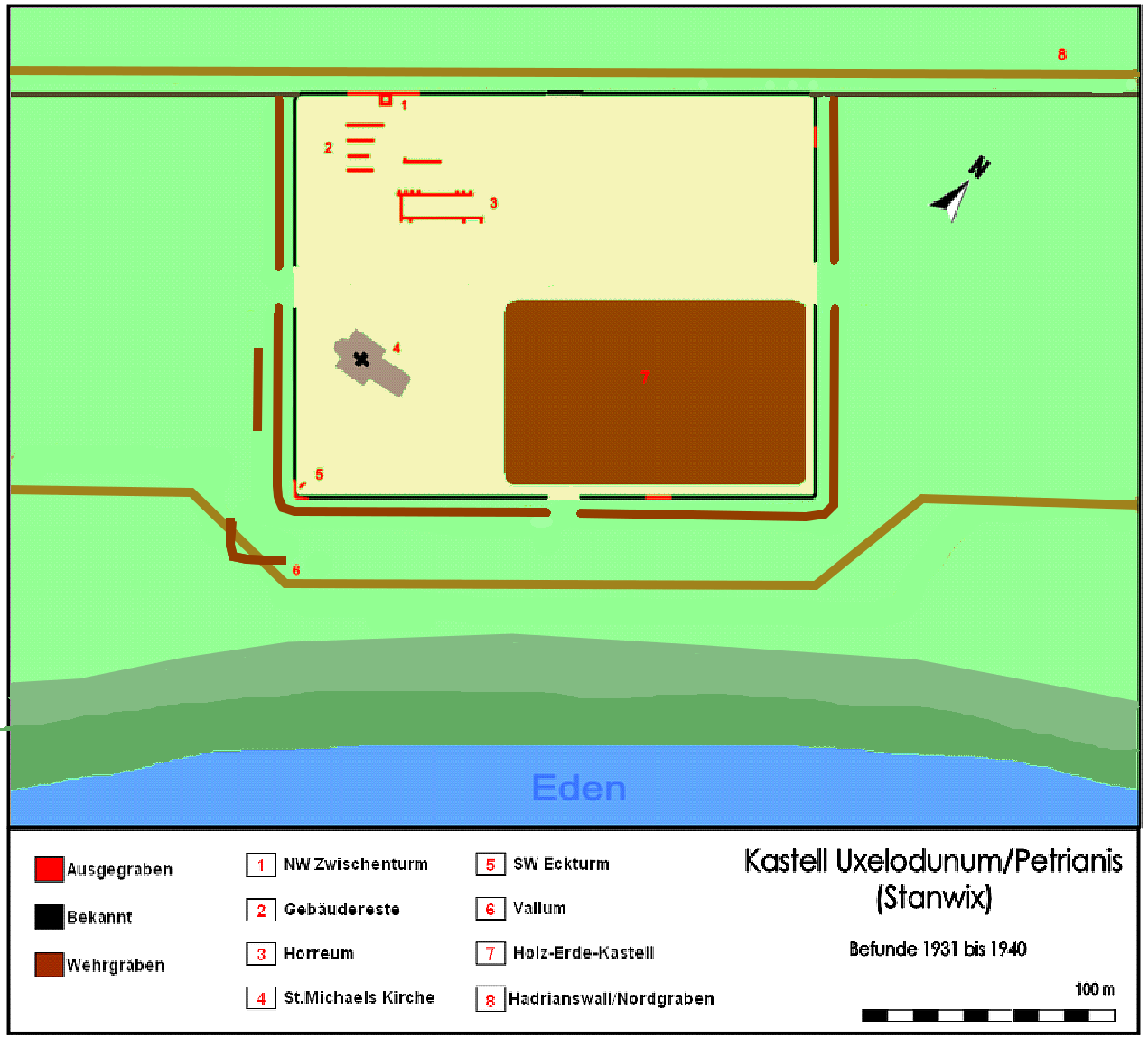
Befundskizze

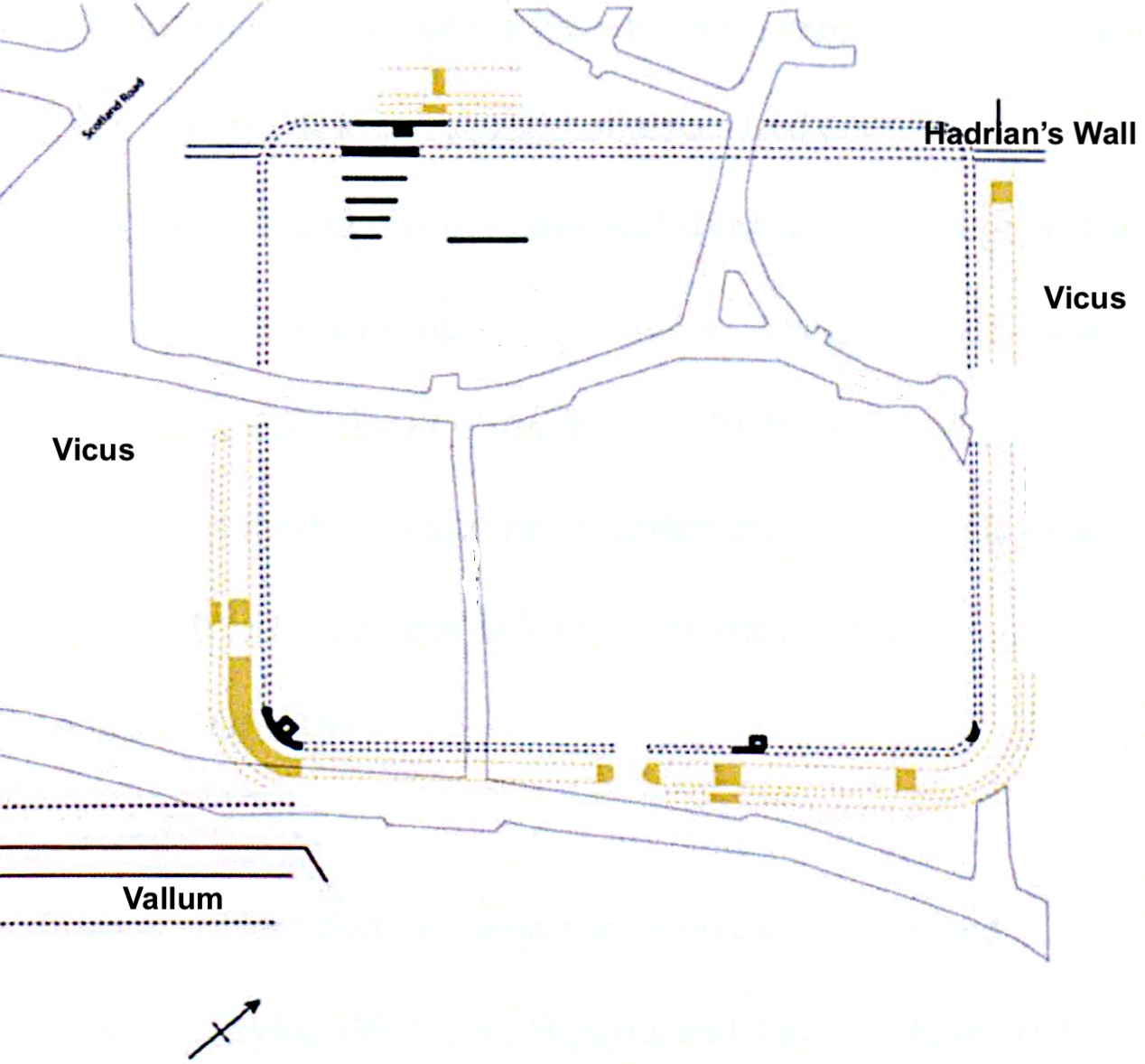
Detailplan

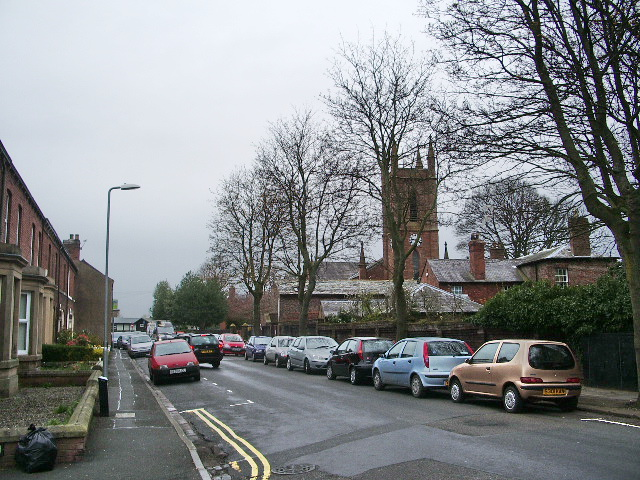
Church Street in Stanwix, im Hintergrund die St. Michaels Kirche

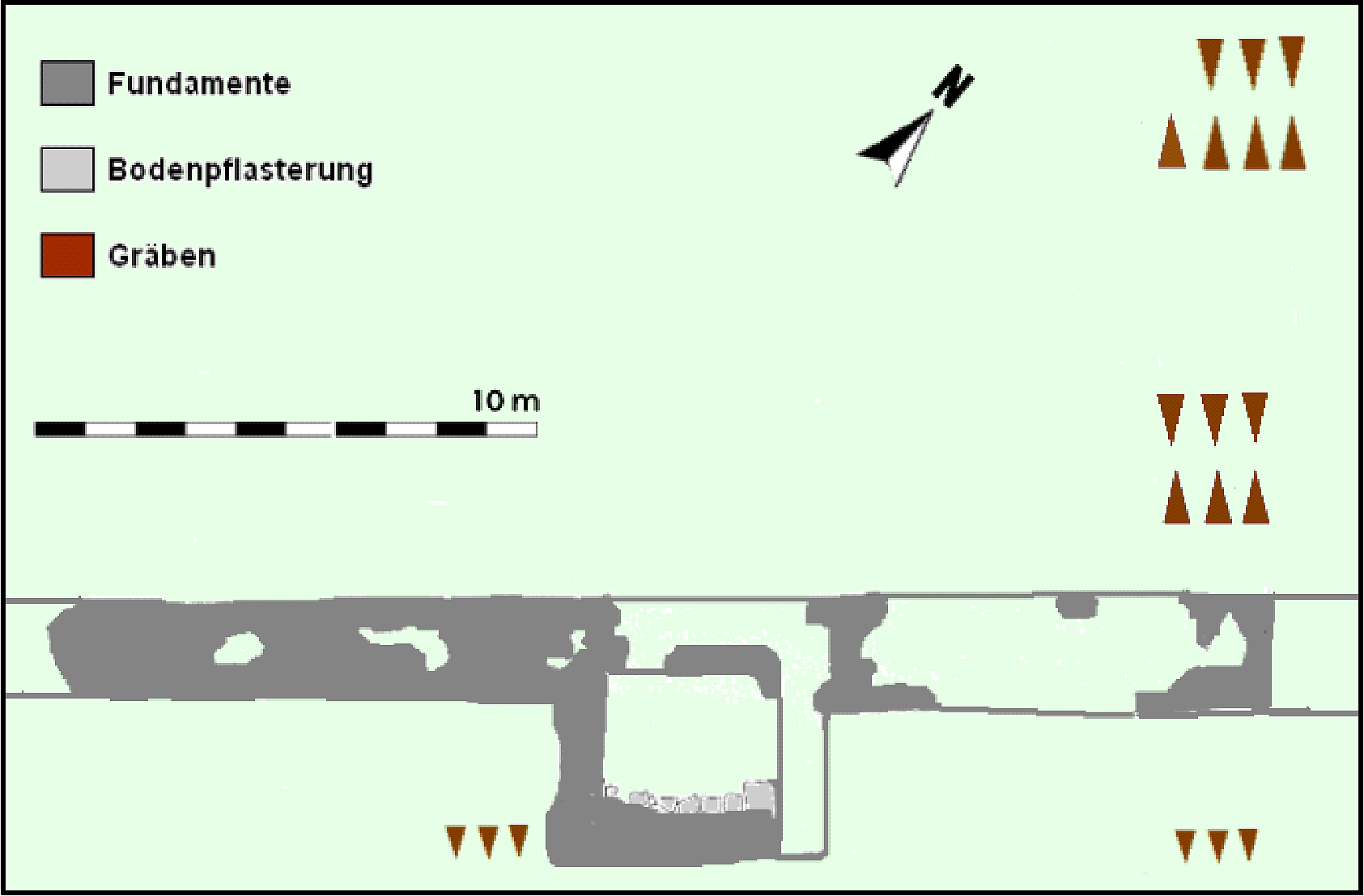
Befundskizze NW-Zwischenturm, 1984

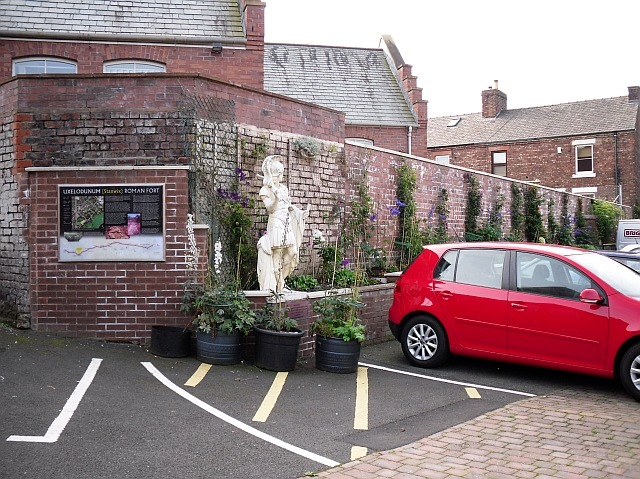
Hinweistafel zum Kastell an der St. Michaels Kirche

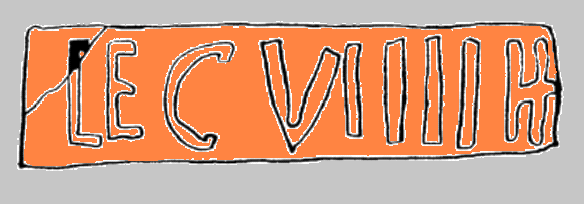
Ziegelstempel der Legio IX Hispania aus Stanwix

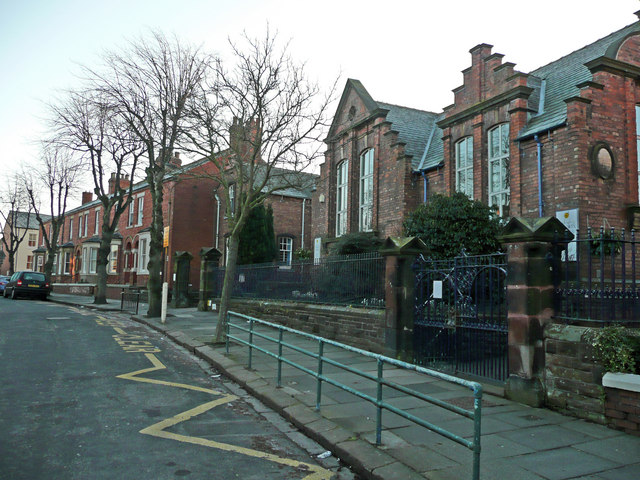
Stanwix Primary School

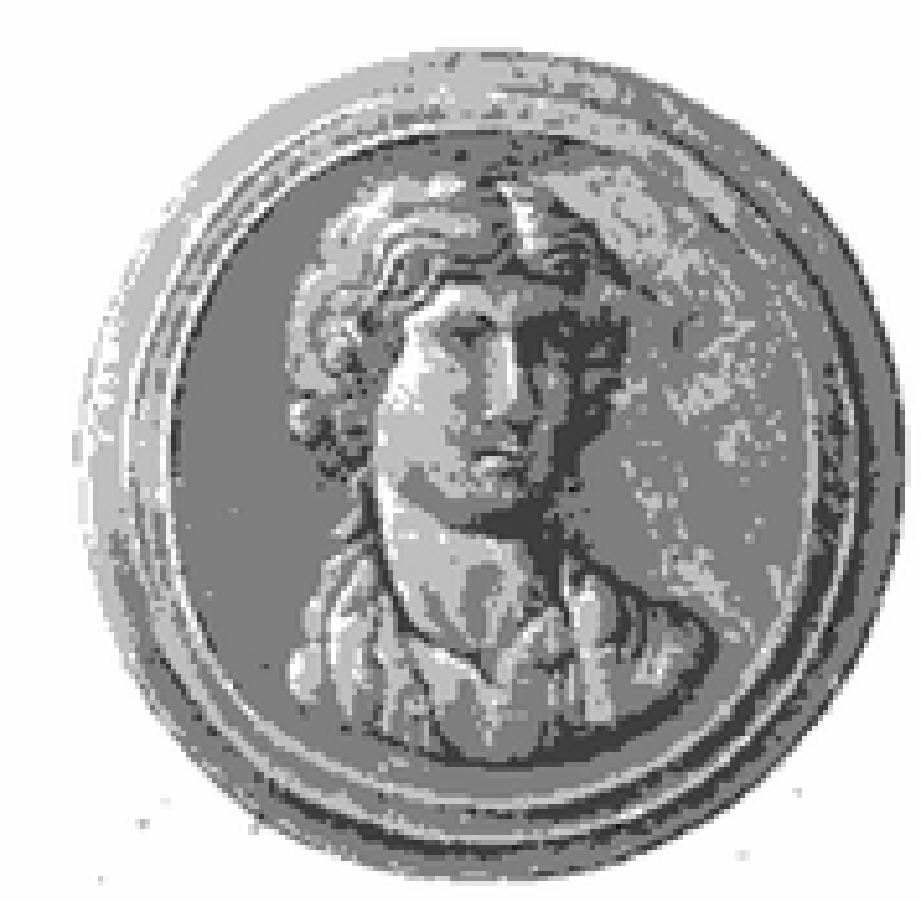
Antinousmedaillon aus Stanwix

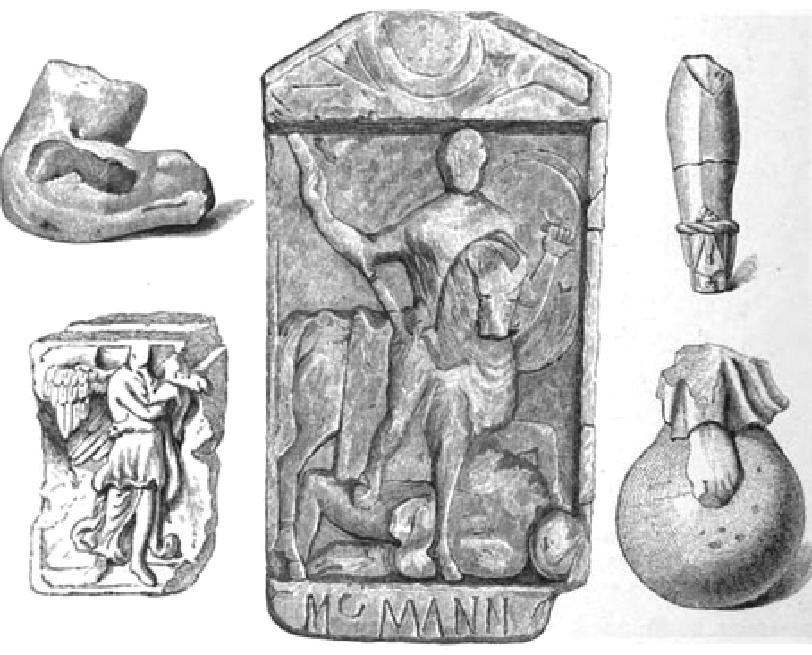
Römische Funde aus Stanwix

Uxelodunum (auch bekannt als Petrianis) war ein römisches Hilfstruppenkastell auf dem Stadtgebiet von Carlisle, im Vorort Stanwix, County Cumbria, England.
Es gehörte zu der aus insgesamt 16 Kastellen bestehenden Festungskette des Hadrianswalls (per lineam valli) und sicherte dessen westlichen Sektor. Uxelodunum ersetzte ab dem 2. Jahrhundert n. Chr. vermutlich einen Wachturm und war das flächenmäßig größte am Wall. Der zweite für das Kastell geläufige Name leitete sich von der dort im vierten Jahrhundert stationierten Einheit ab. Es beherbergte zeitweise eine Reitertruppe in der Stärke von 1000 Mann und dürfte bis zum 4. Jahrhundert Sitz des Oberkommandos für die direkt an der Nordgrenze stationierten Garnisonseinheiten gewesen sein. Laut der Notitia dignitatum war es bis ins frühe 5. Jahrhundert vom römischen Militär besetzt.

## Name
Es existieren mehrere antike Schriftquellen, die dieses Kastell namentlich nennen: die Notitia dignitatum (Westteil), die Ravenna-Kosmographie und drei römische Trinkgefäße („Rudge-Cup“, Staffordshire Moorlands Pan und Amiens patern).
Uxelodunum ist mit ziemlicher Sicherheit der ursprüngliche Name des Kastells. Auf der Rudge Cup erscheint es als Uxelodum, auf der Staffordshire Moorlands Pan und der Amiens patern als Uxelodunum. In der Notitia wird das Kastell als Axeloduno bezeichnet, allerdings als Standort einer Hispanischen Kohorte. Sie wird für gewöhnlich mit dem Kastell von Stanwix gleichgesetzt. In diesem Kastell soll in der Spätantike die Cohors I Aelia Hispanorum stationiert gewesen sein, die jedoch auch für Netherby bezeugt ist. Angesichts dessen scheint es möglich, dass der ND-Eintrag für den Vorposten Castra Exploratorum (vielleicht durch einen Abschreibfehler) zu Axelodunum verschliffen wurde. Die Stammtruppe ala Petriana soll sich – laut der ND – hingegen in Petrianis (Castrum Petriana = das Kastell der Petrianer) befunden haben. Im diesbezüglichen Eintrag der im 7. Jahrhundert entstandenen Ravenna-Kosmographie des Geographen von Ravenna ist das Kastell wieder – leicht abgewandelt – als Uxellodamo eingetragen.
Uxelodunum dürfte eine latinisierte Form eines keltischen Toponyms sein und „die große Festung“ oder „erhöhter Ort“ bedeuten. Das Präfix Axe/Uxe steht in der walisisch-gälischen Sprache für Wasser. Davon leiten sich auch noch andere Flussnamen auf der britischen Insel ab (zum Beispiel Exe, Axe, Usk, Esk). Uxelodunum könnte aber auch auf Uxellinus, einen eisenzeitlichen Gott versehen mit Attributen, die denen des obersten römischen Staatsgott Iupiter ähnlich waren, zurückgehen. Der Name könnte daher als „das Kastell am Wasser“ oder „die Festung des Uxellinus“ übersetzt werden. Der heutige Ortsname stammt vom altenglischen stane-wic (= „Steinsiedlung“), deren Kern wahrscheinlich in der Kastellruine lag, ab.

## Lage
Uxelodunum war das dreizehnte Glied in der Festungskette des Hadrianswalls (vallum aelium). Das Lager befindet sich etwa 64 km westlich von Castlesteads (Camboglanna) und 8 km östlich von Burgh by Sands (Aballava). Es stand auf einem leicht nach Nordwesten abfallenden Plateau über dem Nordufer des Eden, der dort Stanwix, einen Vorort der Stadt Carlisle, durchströmt. Heute befinden sich dort die St. Michaels Kirche und Stanwix House. Vom Plateau aus hatte man einen guten Blick nach Süden über das heutige Stadtgebiet, in Richtung der nördlichen Pennines und das Tal des Eden bis zum Lake District. Das Gebiet im Norden konnte noch auf eine Distanz von 5 km überwacht werden. Eine Straßenverbindung existierte vermutlich zu den Vorpostenkastellen Castra Exploratorum (Netherby) und Blatobulgium (Birrens) im Nordwesten sowie nach Luguvalium (Carlisle) und Eburacum (York) im Süden. Im späten 2. Jahrhundert gehörte die Wallregion zur Provinz Britannia inferior, ab dem 4. Jahrhundert zur Provinz Britannia secunda.

## Forschungsgeschichte und Fundspektrum
Im Jahre 1790 entdeckte man in der Mauer der alten Gemeindekirche den Grabstein eines römischen Kavalleristen und ein Relief der Siegesgöttin Victoria. Die ersten wissenschaftlichen Ausgrabungen auf dem Kastellareal wurden zwischen 1932 und 1934 von Frank Gerald Simpson und Ian Alexander Richmond durchgeführt. Dabei konnten die Ausmaße des Steinkastells und die Positionen eines Eck- und eines Zwischenturms ermittelt werden. Im Jahre 1934 barg man aus dem Flussbett des Eden (am Rickerby Park) einige römerzeitliche Fundgegenstände. Dazu zählten Schmuck, Bestandteile von Kavallerieausrüstung und Kochgeschirr. Sie stammten aus der Werkstatt eines Bronzeschmieds im Vicus und waren wohl im Laufe der Zeit durch Erosion vom Kastell in den Fluss gelangt. Der Verlauf des Südgrabens (vallum) konnte bis zur Südostecke des Lagers verfolgt werden. Dabei wurden auch Spuren der Kastellgräben an der Südmauer und vom Hadrianswall in diesem Abschnitt beobachtet. Spuren von langgestreckten, kasernenähnlichen Gebäuden konnten ebenfalls beobachtet werden (Hof der Stanwix Primary School). Im Jahre 1939 wurden die Reste eines von Ost nach West ausgerichteten Kornspeichers bei Bauarbeiten zur Erweiterung des Schulhofes ausgegraben. Im Jahre 1940 wurden der südwestliche Eckturm sowie einzelne Abschnitte der Süd- und Ostmauer lokalisiert. Im Jahre 1976 führte G. H. Smith Ausgrabungen an der Brampton Road, auf dem Areal der Zivilsiedlung, durch. In den 1980er Jahren wurden einzelne Abschnitte der nördlichen und südlichen Umwehrung ausgegraben und teilweise konserviert. Eine zwischen 1991 und 1992 mit einer 0,6 Meter breiten Lehmschicht bedeckte Fläche auf dem Gelände des Cumbria College of Art, etwas östlich der Festung, wurde von den Archäologen der Carlisle Archaeological Unit (CAU) als Paradeplatz des Kastells interpretiert. Die Ausgrabung der CAU von 1997 bestätigte die von F. G. Simpson gemachten Entdeckungen und stellte in weiterer Folge fest, dass die römischen Gebäudereste in bis zu 1,5 m Tiefe zwischen 0,2 m und 0,4 m unterhalb des Spielplatzes lagen. Im Jahre 2017 wurde das Kastellbad nördlich des Eden (Eden Bridge) auf einem Cricketplatz entdeckt. Im gleichen Jahr wurde ein 3D-Laserscan (LIDAR) des Standorts durchgeführt, mit dem die noch vorhandenen Strukturen genauer bestimmt werden konnten.
Die Funde aus den diversen Ausgrabungen wurden auf das Tullie House Museum/Carlisle und das Museum von Newcastle verteilt. An Inschriften, die in Stanwix gefunden wurden, sind ein Altar für die Muttergöttinnen, gestiftet von Asinius Senilis, und ein Altar, gestiftet für den Konsul des Jahres 167 n. Chr., Ummidius Quadratus und den Kaiser Lucius Verus, bekannt geworden. Entdeckt wurden 2017 beim Kastellbad auch zwei römische Inschriften. Eine war der römischen Kaiserin Julia Domna gewidmet, eingemeißelt drei Jahre nach dem Tod ihres Mannes Septimius Severus, als ihr Sohn Caracalla Kaiser war. Die andere, eine Grabinschrift, stand einst an der Begräbnisstätte eines im 60. Lebensjahr verstorbenen Veteranen, der in der Ala Petriana gedient hatte. Im Bad selbst wurde eine große Anzahl an Artefakten aufgefunden. Dazu gehören eine eiserne Pfeilspitze, Haarnadeln aus Knochen (was darauf hindeutet, dass auch Frauen das Bad benutzten), mehr als 100 hervorragend erhaltene Münzen aus dem zweiten und dritten Jahrhundert n. Chr. und Töpferwaren.

## Entwicklung
Im Jahre 122 befahl Kaiser Hadrian, im Norden Britanniens eine Sperrmauer, verstärkt durch Wachtürme und Kastelle, vom Tyne bis zum Solway Firth zu errichten, um die britischen Provinzen vor den ständigen Einfällen der Pikten aus dem Norden zu schützen. Der Wall wurde größtenteils durch Soldaten der drei in Britannien stationierten Legionen und Mannschaften der Classis Britannica errichtet.
Über die Geschichte des Kastells ist nur wenig bekannt. Zuerst wurde von den Römern um 122 n. Chr. in Stanwix eine kleine Holz-Erde-Befestigung errichtet. Wahrscheinlich war zu dieser Zeit dort Hilfstruppeninfanterie stationiert. Sie wurde um 160 in Stein umgebaut, gleichzeitig mit dem Wiederaufbau des westlichen Abschnitts des Hadrianswalls bzw. nach der Aufgabe des Antoninuswalls. Neben der Bewachung des Walls sicherte seine Besatzung vermutlich auch eine Furt oder Brücke über den Eden und den Caldew sowie die hier vorbeiführende Straße nach Schottland. Für den zivilen Grenzverkehr existierten am Hadrianswall nur drei Übergänge, der in Uxelodunum, die anderen in Banna (Birdoswald) und Onnum (Halton-Chesters) – das sogenannte Portgate. Nach Fertigstellung des Steinkastells wurde dort die ala Petriana, die größte Hilfstruppenkavallerie-Einheit der Britannia, stationiert. Der westliche Sektor des Walls war der gefährlichste Abschnitt der Nordgrenze, sowohl wegen der Topographie des Landes, die Invasoren begünstigte, als auch wegen der feindlich gesinnten Barbarenstämme. Dazu gehörten insbesondere die Novantae und Selgovae, die auf dem Gebiet des heutigen Verwaltungsbezirkes Dumfries and Galloway siedelten. Die Römer hatten also gute Gründe, dort ihre einzige 1000 Mann starke ala zu stationieren. In Uxelodunum lag vermutlich das Hauptquartier bzw. das Oberkommando für die Wallgarnisonen. Weiters standen an der Straße von Luguvalium (Carlisle) nach Eburacum (York), dem Stammlager der Legio VI Victrix, eine Kette von Signalstationen. Sie ermöglichten es dem Präfekten von Stanwix, im Alarmfall mit dem Legionslegaten in York innerhalb kurzer Zeit Kontakt aufzunehmen, um bei Bedarf Verstärkung anzufordern. Bei den Ausgrabungen an der Rückseite des Cumbria Park Hotel (Nordwall des Kastells) fiel eine deutliche Abwesenheit von Keramik aus dem 3. und 4. Jahrhundert auf. Vielleicht war es in dieser Zeit vorübergehend von der Armee aufgegeben worden. Da das Kastell aber noch in der Notitia dignitatum erwähnt wird, scheint es danach zumindest noch bis ins frühe 5. Jahrhundert von regulären Soldaten besetzt gewesen zu sein.

## Kastell
Der größte Teil des Areals der römischen Festung liegt nordöstlich der St. Michaels Kirche. Bei Notgrabungen im Zuge von Bauarbeiten hinter den beiden Pubs Crown und Thistle Inn im Bereich des ehemaligen Lagers zeigte sich, dass die römischen Schichten größtenteils bei einer späteren Bodennivellierung zerstört worden waren. Am Castle Park Hotel (Parkplatz) und der St. Michael-Kirche stehen Informationstafeln über das Kastell. Es durchlief im 2. Jahrhundert offensichtlich mehrere Bauphasen:
- Errichtung eines Holz-Erde-Lagers
- Abriss des Holz-Erde-Lagers und Errichtung des Steinkastells
- spätere Erweiterung des Steinkastells nach Norden und Westen

### Holz-Erde-Kastell
Zur Zeit des Hadrian errichtete man ein kleines Holz-Erde-Lager, das den provisorischen Holz-Erde-Wall sichern sollte. Seine nördliche Längsachse war parallel zur Mauer ausgerichtet. Die Lagerwälle waren nicht mit der Hadriansmauer verbunden. Der Südgraben (vallum) im Bereich des Kastells war vom Wehrgraben der Holz-Erde-Festung durchschnitten. Mitte des 2. Jahrhunderts wurde es durch das Steinkastell ersetzt, wohl zur selben Zeit, als auch dieser Abschnitt der Hadriansmauer in Stein neu aufgebaut wurde.

### Steinkastell
Das mehrphasige Steinkastell hatte einen quadratischen Grundriss mit abgerundeten Ecken (Spielkartenform), maß ungefähr 194 Meter (Nord-Süd) × 213 Meter (Ost-West) und bedeckte etwa eine Fläche von 3,9 ha. Man nimmt an, dass das Kastell nach Osten ausgerichtet war. Die Längsachse verlief parallel zum Hadrianswall. Es war damit das größte Hilfstruppenkastell am Wall. Das Steinkastell wurde später noch nach Südwesten und Nordwesten erweitert, bis direkt an den Wall, wie es bei den Reiterlagern an der Hadriansmauer üblich war. Letzterer diente nun als Nordmauer des Kastells. Zusätzlich war es noch von drei Wehrgräben umgeben. Spuren von ihnen konnten an der West-, Ost- und Südmauer entdeckt werden (Romanby Close). Bei den Ausgrabungen im Jahr 1984 konnten an der Scotland Road ca. 24 Meter der nordwestlichen Mauer samt rückwärtiger Erdrampe, einschließlich der Fundamente eines 8,71 m² großen Zwischenturms, auf dem Parkplatz hinter dem Cumbria Park Hotel freigelegt werden. Die Fundamente bestanden aus in Lehm gebundenen Bruchsteinen. An der Rückwand waren sie etwas breiter als die der Seitenwände. Der Fußboden bestand aus Sandsteinkies und war teilweise mit Steinplatten gepflastert; vermutlich die Plattform für eine Leiter oder eine Treppe. Der Turm konnte an seiner Rückseite durch eine 1 Meter breite Tür betreten werden. Der Zugang zum Turm war mit Sandsteinplatten gepflastert. Dieser Abschnitt der Befestigung dürfte zur Zeit des Antoninus Pius (Keramikfunde) errichtet worden sein. Ein kleiner Teil davon (zu sehen in einer Ecke des Mulcaster Court) wurde konserviert und so der Öffentlichkeit zugänglich gemacht. Ein weiterer Zwischenturm, der zur Südmauer gehörte, wurde auf dem Gelände des Stanwix-House gefunden. Im Kirchhof (Brampton Road) ist auch noch eine leichte von Südwesten nach Nordosten verlaufende, etwa 0,3 Meter hohe Bodenwelle zu erkennen, ein Rest des südöstlichen Kastellwalls. Von den vier Lagertoren ist heute keines mehr sichtbar. Sie dürften nach mittelkaiserzeitlichem Standard mit einem doppelten Durchgang versehen und jeweils durch zwei Türme flankiert gewesen sein. Vom Südtor aus führte eine Straße östlich der Church Lane bis zum Ufer des Eden, unweit östlich der heutigen Brücke.
Es sind nur wenige Details der Innenbebauung bekannt. Das Kastell verfügte im Innenbereich wohl auch über die für mittelkaiserzeitliche Lager standardmäßigen Gebäude: im Zentrum ein Hauptquartier (principia), ein oder zwei Getreidespeicher (horrea) und Mannschaftskasernen (centuria). Die Lagerhauptstraße (via principalis) verband das West- mit dem Osttor. Die Ausgrabungen im Jahr 1932 enthüllten u. a. Mauerzüge von antiken Gebäuden, die parallel zum Nordwall des Kastells aufgereiht waren. Ihre Funktion ist unbekannt. Ausgrabungen im Jahr 1940 im südlichen Teil des Schulhofes der Stanwix Primary School brachten die Mauerreste eines Getreidespeichers und noch eines weiteren römischen Gebäudes zutage. Die Position des Getreidespeichers wurde später durch rote Bodenmarkierungen auf dem Schulspielplatz kenntlich gemacht. Der Pavillon des Carlisle Cricket Clubs in Edenside, westlich der Eden Bridge, wurde in den Jahren 2005 und 2015 überflutet. Im Rahmen der Vorbereitung zur Verlegung des Gebäudes konnten Archäologen das Areal näher untersuchen. Schon die ersten Funde erbrachten Hinweise auf ein römisches Badehaus des 4. Jahrhunderts. Die Arbeiten förderten weitere Funde und Funde von hoher Qualität zutage. Es handelt sich dabei wohl um jenes Badehaus, dass von den Kavalleristen der Ala Petriana benutzt worden war. Enthüllt wurden u. a. Hypokausten, Abwasserkanäle verputzte und bemalte Wände, und Terrakottafliesen mit denen der Fußboden belegt war. Sein Standort ist allerdings akut durch Hochwasser gefährdet, weswegen man nicht sicher ist ob das Gebäude konserviert und der Öffentlichkeit zugänglich gemacht werden kann.

## Hadrianswall
Vom Wall ist in diesem Abschnitt heute nichts mehr zu sehen. Ursprünglich sollte er nur bis zum Lager von Stanwix geführt werden. Die römischen Bauherren entschlossen sich aber etwas später, ihn – wie im Fall von Wallsend (Segedunum) im Osten – noch bis zur Küste bei Bowness (Maia) zu verlängern. Dies auch deshalb, da die Solway Fjorde bei Niedrigwasser leicht zu überqueren waren. Ein Rest des Steinwalls konnte von Simpson im Jahre 1932 auf dem Gelände des Spielplatzes der Stanwix Primary School freigelegt werden. Eine Untersuchung der CAU im Jahr 1997, ebenfalls innerhalb des Schulspielplatzes, förderte einen sieben Meter langen Erdwall an der Rückseite der Steinmauer zutage, möglicherweise Reste des ursprünglichen Holz-Erde-Walls. Der Abschnitt des Steinwalls, der sich direkt an das Kastell anschloss, ist heute von Wohnhäusern und Gärten überbaut.
Die genaue Position des Wachturms 65B konnte nicht bestätigt werden, wahrscheinlich wurde er bei der Erweiterung des Kastells abgerissen.

### Militärstraße
Die Wallbegleitstraße, die sog. Militärstraße, die größtenteils eng an der Südseite des Walls entlanglief, konnte in diesem Abschnitt nicht beobachtet werden. Smith untersuchte 1976 östlich des Kastells die Reste einer gepflasterten Straße, die etwa zehn Meter breit war. Sie verlief nahe an der Südseite der Hadriansmauer und war bis zum Mittelalter in Gebrauch. Vermutlich folgte sie exakt der Linie der römischen Militärstraße. An der Tarraby Lane wich sie etwas vom Wall ab und führte direkt in Richtung zu der von den Archäologen vermuteten Position des Osttores. Der Verlauf der Straße an der Westseite des Lagers konnte ebenfalls nicht nachvollzogen worden. Von der Militärstraße ist heute nichts mehr zu sehen.

### Südgraben
Der Verlauf des Vallums an beiden Seiten des Kastells ist durch die Ausgrabungen von 1932 und 1976 bekannt. 1932 fand Simpson seine Spuren 100 Meter östlich von Dykes Terrace. Eine Grabung Simpsons am westlichen Ende des Rickerby Park, 1934, bestätigte seinen bis dato angenommenen Verlauf, einschließlich eines Knicks in Richtung des Hadrianswalls, bevor er sich zum Flussufer wendet. Den Verlauf des Vallums südlich der Festung versuchte Simpson zwischen 1933 und 1934 zu klären. Er fand dort einen weiteren Graben, der sich später als einer der Wehrgräben des Kastells entpuppte. Möglicherweise wurde das Vallum in diesem Bereich durch die jahrhundertelange Erosion des Flussufers zerstört. Im Jahre 1976 legten Mitarbeiter von English Heritage auch westlich der Dykes Terrace einen Anschnitt dieses Grabens frei. Im Osten konnte er südlich der Knowfield Nurseries durch einen Garten bis kurz vor die Südostecke des Kastells verfolgt werden. Hier wich er dann vermutlich in Richtung des Eden ab, um das Kastell zu umgehen.

### Wallbrücke
Die in hadrianischer Zeit erbaute Wallbrücke stand nördlich des heutigen Zusammenflusses des Eden mit dem Caldew, der Wall selbst verlief südwestlich des Reiterlagers in Richtung Willow Holme. Die exakte Position der römischen Straßenbrücke ist nicht bekannt. Während der Römerzeit dürfte der Eden weiter südlich des heutigen Flussbetts verlaufen sein, die Entdeckung eines weiteren römischen Brückensteins lässt vermuten, dass die Straße sowohl über den Fluss als auch noch über das angrenzende Schwemmland – entweder auf einer langen Bogenbrückenkonstruktion oder einer Kombination mit Dammwegen – geführt wurde. William Camden berichtete im Jahre 1600 von im Fluss liegenden Steinblöcken und vermutete, dass sie zu den Brückenfundamenten gehörten. Im August 1951 wurden im Zuge von Baggerarbeiten im Auftrag des River Board, 5–26 Meter vom Südwestufer des Eden entfernt, zahlreiche, 87 × 48 × 30 cm große Sandsteinblöcke freigelegt, die vermutlich von einem der Strombrecher stammten. Eingemeißelte Löcher lassen vermuten, dass sie durch Schwalbenschwanzklammern aus Blei zusammengehalten wurden (vgl. Römerbrücke Willowford). Die Steine stammten offensichtlich alle von einem nahegelegenen Steinbruch (St. Bees Sandstone). Ihr Oberbau bestand vermutlich aus Holz wie das der Brücke in Newcastle (Pons Aelius). Eine Inschrift nennt die am Bau der Brücke beteiligte Zenturie des Vesnius Viator (heute Carlisle Museum). Die Brücke war Knotenpunkt der Straße von Luguvalium nach Norden, den Stanegate (die Hauptverbindung nach Osten) und der Straße, die über den Fluss zum Kastell führte.

## Garnison
Uxelodunum war vermutlich vom 2. bis zum frühen 5. Jahrhundert mit regulären römischen Hilfstruppensoldaten (Auxilia) besetzt. Im Lager dürften vorübergehend auch Legionäre gestanden haben. Sie wurden für gewöhnlich nicht zum Garnisonsdienst an der Grenze eingeteilt, sondern entsandten Spezialkräfte für die anspruchsvolleren Bauvorhaben am Hadrianswall. In der Spätantike zählten seine Besatzungen zu den Limitanei.
Folgende Einheiten stellten entweder die Besatzung des Kastells oder könnten sich für eine begrenzte Zeit dort aufgehalten haben:
| Zeitstellung                                       | Truppenname | Beschreibung |
| -------------------------------------------------- | --- | --- |
| 2. Jahrhundert n. Chr.                             | Legio sextae Victrix („die sechste Legion, die Siegreiche“) | Die Anwesenheit von Angehörigen dieser Legion wird durch eine Bauinschrift bestätigt. Hauptquartier der Legion war Eburacum (York). |
| 2. Jahrhundert n. Chr.                             | Legio vicesimae („die zwanzigste Legion“) | Laut einer Bauinschrift wirkten die Soldaten der ersten Kohorte dieser Legion beim Aufbau des Lagers mit. Hauptquartier der Legion war Deva (Chester). |
| 2. Jahrhundert n. Chr. bis 5. Jahrhundert n. Chr.? | Ala Gallorum Petriana bis Torquata Milliaria Civium Romanorum („die gallische Schwadron des Petra, zweimal für Tapferkeit ausgezeichnet, 1000 Mann stark, römische Bürger“) | Die Einheit wurde in der Regierungszeit des Augustus (27 v. Chr.–14 n. Chr.) aus in Mittelgallien ansässigen Stämmen aufgestellt. Vermutlich wurde sie nach ihrem ersten Kommandanten, Titus Pomponius Petra, benannt. Die Truppe lag um 56 in Moguntiacum (Mainz). Im Bürgerkrieg des Vierkaiserjahres von 69 stand sie – laut dem Historiker Tacitus – auf der Seite des Vitellius. Die Einheit kam unter der Herrschaft des Vespasian mit der Armee des Quintus Petillius Cerialis im Jahr 71 nach Britannien. Damals hatte sie noch eine Stärke von 500 Mann (ala quingenaria). Unter Domitian (81–96) wurden ihren Soldaten das römische Bürgerrecht und eine Auszeichnung für Tapferkeit (torques) verliehen. Möglicherweise war sie anfangs in Corbridge stationiert. Sie wurde während der Regierungszeit des Trajan (98–117) nach Carlisle verlegt und auf eintausend Mann aufgestockt. Eine Ala milliaria stellte ein bedeutendes Kampf- und Machtpotential dar und zählte zu den Eliteeinheiten der Hilfstruppen. Sie war auch die einzige Hilfstruppeneinheit dieser Größe in Britannien. In dieser Zeit erhielt sie zudem ihre zweite Tapferkeitsauszeichnung für ihre Einsätze in Dakien. Ihr Kommandeur war bis zur Einführung des Amtes des Dux für Nordbritannien im 4. Jahrhundert der ranghöchste Offizier an der Nordgrenze. Während der Herrschaft des Antoninus Pius (138–161) gelangte sie nach Stanwix. Ihre Existenz und Anwesenheit auf der britischen Insel ist durch mehrere antike Schriftquellen (Grabsteine, Bleifragment, Militärdiplom) aus Britannien bezeugt. Sie scheint auch noch in der Notitia dignitatum (erstellt im späten 4. oder frühen 5. Jahrhundert) in der Truppenliste des Dux Britanniarum auf. Befehligt wurde sie zu dieser Zeit von einem Offizier im Range eines Präfekten. Sie war wohl bis zum Ende der römischen Herrschaft am Wall stationiert. |
| 4. Jahrhundert ?                                   | Cohors prima Hispanorum (die erste Kohorte der Hispanier) | Diese Einheit wurde ursprünglich in Spanien ausgehoben. Laut Notitia war sie im 4. Jahrhundert unter dem Befehl eines Tribunen in „Axeloduno“ stationiert und gehörte den Limitanei des Dux Britanniarum an. Die Mehrheit der Forscher identifiziert Axeludono allerdings als das Lager in Stannwix. Entweder teilte sich diese Einheit zu dieser Zeit das Kastell mit der ala Petriana, die laut Notitia aber in Petrianis gestanden haben soll, oder den Kopisten war bei der Abschrift der Notitia ein Fehler unterlaufen und die Spanierkohorte war in einem anderen Lager stationiert, vielleicht Maia (Bowness-on-Solway). Bei den Römern war es jedoch nicht unüblich, dass Kastelle nach ihren Garnisonseinheiten benannt wurden (zum Beispiel: Quintanis oder Legio). Die Reiter der ala Petriana konnten nach vorherrschender Meinung nur in Stanwix, das für eine 1000 Mann starke Truppe groß genug war, gestanden haben. Diesbezügliche Inschriften aus Nordbritannien sind für das 2. Jahrhundert aus Alauna (heute Maryport, in der Notitia „Ailione“) und für das 3. Jahrhundert aus Castra Exploratorum (Netherby), einem Vorposten nördlich des Walls (in der Notitia nicht mehr angeführt) bekannt. Epigraphische Beweise für ihre Anwesenheit in Stanwix fehlen bislang. |

## Vicus
Wie bei den meisten Wallkastellen entwickelte sich im Laufe der Zeit auch um Uxelodunum eine Zivilsiedlung (vicus). Der Gelehrte John Horsley und der Bischof von Cloyne berichteten im 18. und 19. Jahrhundert, dass am Steilhang zum Fluss Eden, südöstlich des Lagers, noch deutlich die Reste von antiken Gebäuden sichtbar waren; Letzterer vermutete aber, dass die meisten Zivilisten im nahen Luguvalium (Carlisle) ansässig waren. Für ein Kastell mit diesen Ausmaßen waren die archäologischen Spuren der Anwesenheit von Zivilbevölkerung in seinem Nahbereich tatsächlich bemerkenswert gering. Heute existieren keine sichtbaren Überreste seiner Gebäude mehr.
Das volle Ausmaß des Vicusareals ist nicht bekannt bzw. konnte noch nicht bestätigt werden. Von den Ausgrabungen weiß man, dass es sich östlich und westlich des Lagers ausbreitete. Mitte der 1970er Jahre konnten einige Fundamentgräben nahe dem Südgraben des Walls (an der Brampton Road) beobachtet werden, wahrscheinlich stand hier im 2. Jahrhundert eine Töpferwerkstatt. Eventuell reichte der Vicus im Süden auch noch über das Vallum hinaus. Spuren des Vicus fanden sich 1986 auch auf dem Gelände der ehemaligen Miles McInnes Hall (Caruana), gelegen an der Westseite der römischen Festung. Sie konnten in die zweite Hälfte des zweiten Jahrhunderts n. Chr. datiert werden. Die römischen Gebäude waren dort aber im Laufe der Zeit fast völlig zerstört worden. Darüber hinaus wurde „starkes Mauerwerk“ im Kirchhof gefunden, der mit viel römischem Steingut durchmischt war. Es ist möglich, dass sich die Siedlung noch weiter in Richtung Carlisle ausbreitete. Weitere römische Gebäudereste fanden sich an der Stanwix Bank. Dass auch der Bereich südlich des Kastells – unterhalb einer steilen Klippe am Hochufer des Flusses – bebaut war, ist unwahrscheinlich.
An Funden wären noch ein Grabstein des ersten Jahrhunderts und einige Siedlungsspuren des zweiten Jahrhunderts erwähnenswert, gefunden 1931 von F. G. Simpson, etwa 60 Meter westlich des Kastels. 1934 entdeckte man unterhalb des Kastells (Kings Meadows) die Werkstatt eines Bronzeschmieds. Teile des Inventars waren in den Fluss gespült worden und bestand aus militärischen und zivilen Gegenständen. Sie konnten in die Mitte des zweiten Jahrhunderts n. Chr. datiert werden. Auffällig war allerdings die Fundarmut für die Zeitspanne zwischen dem 3. und 4. Jahrhundert. Dies deutet darauf hin, dass der Bischof von Cloyne mit seiner Theorie recht gehabt haben könnte und dass die Zivilbevölkerung mit der Zeit nach Luguvalium abwanderte oder dorthin umgesiedelt wurde.

## Gräberfeld
Das Gräberfeld, das zum Kastell und seinem Vicus gehörte, lag östlich der Festung. Im Jahre 1872 entdeckte man durch Zufall einige römische Urnengräber in der Croft Road. Beim Bau von Häusern im Jahre 1936 konnten dort weitere Brandbestattungen beobachtet werden. Die wahre Ausdehnung des Gräberfelds wurde aber bislang nicht ermittelt. Möglicherweise befindet sich der westliche Teil des Friedhofs noch im Bereich des denkmalgeschützten Areals. Zwei Grabsteine aus dem Gräberfeld von Stanwix nennen den Marcus Troianus Augustus – gesetzt von seiner Frau Aelia Ammillusima – und der andere einen Kavalleristen. Beide befinden sich aber nicht mehr vor Ort, einer wird in Drawdykes Castle, der andere im Senhouse Museum, Maryport, aufbewahrt.